# 금정구 갑
금정구 갑은 대한민국의 옛 국회의원 선거구이다. 당시 부산광역시 금정구의 일부 지역을 관할했다.

## 역사
제15대 국회의원 선거를 앞두고 금정구 선거구가 갑, 을로 분구되면서 신설되었다.
제16대 국회의원 선거를 앞두고 금정구 갑, 을 선거구가 다시 통합되어 금정구 선거구를 이루게 됨에 따라 폐지되었다.

## 역대 국회의원
| 선거   | 정당 | 정당     | 의원   |
| ------ | ---- | -------- | ------ |
| 1996년 |      | 신한국당 | 김진재 |

## 역대 선거 결과

### 대한민국 제15대 국회의원 선거
|  | 65.04% |

|  | 15.47% |

|  | 8.67% |

|  | 6.49% |

|  | 4.30% |